# Pelonomites
Pelonomites is een geslacht van kevers uit de familie van de loopkevers (Carabidae). De wetenschappelijke naam van het geslacht is voor het eerst geldig gepubliceerd in 1963 door Jeannel.

## Soorten
Het geslacht Pelonomites omvat de volgende soorten:
- Pelonomites celisi (Basilewsky, 1954)
- Pelonomites coiffaiti Bruneau de Mire, 1990
- Pelonomites leleupi (Basilewsky, 1953)
- Pelonomites vignai Zaballos & Casale, 1997